# Gaya (królestwo)
Gaya lub Kaya (także konfederacja Gaya) – historyczne państwo epoki Trzech Królestw Korei, istniejące w I–VI w. na południu Półwyspu Koreańskiego w rejonie ujścia Naktong-gang. 
Stanowiło federację sześciu państewek, uznającą jednego wspólnego króla. Zajmowało żyzny obszar uprawny nad rzeką Naktong, a ponadto było ośrodkiem produkcji żelaza, utrzymującym kontakty nie tylko z pozostałymi państwami koreańskimi, ale również z Chinami i Wa (Japonią).
Pozostałości kultury materialnej kultury Gaya składają się głównie z pochówków i ich zawartości dóbr grobowych, które zostały wykopane przez archeologów. Archeolodzy interpretują usypane cmentarzyska z końca III i początku IV wieku, takie jak Daeseong-dong w Gimhae i Bokcheon-dong w Pusanie, jako królewskie cmentarzyska władz Gaya.
W 562 koniec państwu Gaya przyniósł podbój przez Sillę.
Współcześnie państwo Gaya stało się obiektem kontrowersji historycznej, gdyż zostało utożsamione przez japońskich nacjonalistów z „Mimaną”, rzekomym terytorium japońskim według Nihon-shoki, które miała podbić legendarna cesarzowa Jingū. W XX wieku w Cesarstwie Japonii uzasadniano tym wątpliwym przekazem okupację Korei przez Japonię. Jednak ta hipoteza została odrzucona przez Wspólny Komitet Badawczy Korea-Japonia w 2010 roku.